# Pušenci
Pušenci so naselje v Občini Ormož.